# Стаціонарне рівняння Шредінгера
Стаціона́рне рівня́ння Шре́дінгера — рівняння, яким визначається хвильова функція квантової системи в стані, який не змінюється з часом.
{\displaystyle {\hat {H}}\psi =E\psi },
де {\displaystyle {\hat {H}}} — гамільтоніан, {\displaystyle \psi } — хвильова функція, яку треба визначити, {\displaystyle E} — це певне дійсне число, яке треба визначити — енергія стаціонарного стану.
Стаціонарне рівняння Шредінгера є рівнянням Штурма — Ліувіля, із якого потрібно визначити хвильові функції можливих квантових станів і можливі значення енергії {\displaystyle E}.
Знайдені із стаціонарного рівняння Шредінгера хвильові функції зазвичай індексуються квантовими числами.
Визначений спектр енергії може бути дискретним чи неперервним.
Стаціонарне рівняння Шредінгера займає центральне місце в квантовій механіці. Воно розв'язується аналітично лише для невеликого числа систем, серед яких більшість модельних. Розвинуто багато методів наближеного розв'язання стаціонарного рівняння Шредінгера, серед яких квазікласичне наближення, теорія збурень, варіаційний метод а також чисельні методи.

## Отримання
Стаціонарне рівняння Шредінгера виводиться із рівняння Шредінгера
{\displaystyle i\hbar {\frac {\partial \Psi }{\partial t}}={\hat {H}}\Psi }
методом розділення змінних. Залежна від часу хвильова функція {\displaystyle \Psi (t)} вибирається у вигляді 
{\displaystyle \Psi (t)=e^{-iEt/\hbar }\psi }.
При підставлянні цього анзацу в рівняння Шредінгера отримуємо 
{\displaystyle {\hat {H}}\psi =E\psi }.

## Задачі розсіяння
Стаціонарне рівняння Шредінгера визначає дискретний енергетичний спектр локалізованих станів. Проте воно також 
дозволяє розгляд делокалізованих станів у неперервному спектрі. Найважливішими задачами такого роду є 
задачі на розсіяння частинок одна на одній. При розгляді таких задач енергія E вважається заданою, а потрібно знайти 
таку хвильову функцію, яка відповідала б цій енергії й описувала б зіткнення часток, визначаючи ймовірність розсіяння.